# Pergalė
«Пяргале» (лит. „Pergalė“; «Победа») — ежемесячный журнал литературы, искусства, критики и публицистики, издававшийся Союзом писателей Литвы в 1942—1990 годах.

## История
Основан в 1942 году отступившими и эвакуированными во время Великой Отечественной войны литовскими писателями в Балахне (Горьковская область) в виде литературного приложения к газете 16-й Литовской стрелковой дивизии „Tėvynė šaukia“ под редакцией Юозаса Паяуйиса. Вышло два номера. В 1943—1944 годах были изданы 2 книги альманаха Союза писателей Литовской ССР „Pergalė“ под редакцией поэта и литературного критика Костаса Корсакаса.
С 1945 года выходил в Вильнюсе как ежемесячный журнал Союза писателей Литвы. Публиковал произведения художественной литературы, литературно-критические и публицистические статьи, музыкальную и театральную критику, репродукции произведений изобразительного искусства, хронику культурной жизни. Опубликовал значительные произведения крупной прозы („Sodybų tuštėjimo metas“ Йонаса Авижюса), поэмы („Prometėjas“ Винцаса Миколайтиса-Путинаса), эссеистические произведения („Dienoraštis be datų“ Юстинаса Марцинкявичюса), также произведения, вызвавшие особый резонанс („Chameleono spalvos“ Йонаса Авижюса, „Žvirgždės poema“ Миколаса Карчяускаса и другие). Власти не раз обвиняли редакторов журнала в излишнем либерализме; некоторые номера изымались из оборота (например, номер с очерком Казиса Боруты „Sukilusios lygumos“, 1949). Журнал отчётливо отражал тенденции литовской литературной жизни как советского периода, так и первых лет национального возрождения конца 1980-х — начала 1990-х годов.
Тираж в 1982 году составлял 22 400 экземпляров, в 1986 году — в 23 300, в 1990 году — 27 700 экземпляров.
С 1991 года вместо «Пяргале» выходит ежемесячный журнал «Мятай» („Metai“).

## Редакторы и сотрудники
Редакторами журнала были прозаик, поэт и публицист Пятрас Цвирка (1945), прозаик Юозас Балтушис (1946—1954), Йонас Шимкус (1954—1958), Владас Мозурюнас (1958—1964), Альгимантас Балтакис (1964—1976, 1985—1990), поэт и переводчик Юозас Мацявичюс (1976–1985), прозаик и литературный критик Юозас Апутис (1990). В редакции работали Людвикас Гадейкис, Даниэлюс Мушинскас и другие.